# Корнетівський (заказник)
Зоологічний заказник місцевого значення  «Корнетівський» (втрачений) був оголошений рішенням Запорізького облвиконкому №10 від 27.11.1998 року на 300 на південний схід від села Вільне (Новомиколаївський район, Запорізька область). Площа – 80 га.
24 грудня 2002 року Запорізька обласна рада ухвалила рішення №12 «Про внесення змін  і доповнень до  природно-заповідного фонду області», яким було ліквідовано 41 об'єкт ПЗФ. 
Скасування статусу відбулось із зазначенням причини «не відповідає класифікації території ПЗФ України».